# Aqcha
Aqcha is een stad van de provincie Jowzjan, in het noorden van Afghanistan. De bevolking werd in 2006 geschat op 19.800 inwoners.